# Zheng lei bencao
Matière médicale vérifiée et catégorisée
La pharmacopée chinoise Zheng lei bencao 证类本草 / (tradi.) 證類本草 « Matière médicale vérifiée et catégorisée » dont le titre entier est Jingshi zhenglei beiji bencao 经史证类备急本草 /(tradi.) 經史證類備急本草, « Matière médicale prête à l’emploi, vérifiée et catégorisée, [avec citations des] Classiques et de l’Histoire », a été composée sous la dynastie Song, par l’expert en matière médicale Tang Shenwei 唐慎微 (c. 1056 - 1093) originaire du Sichuan.

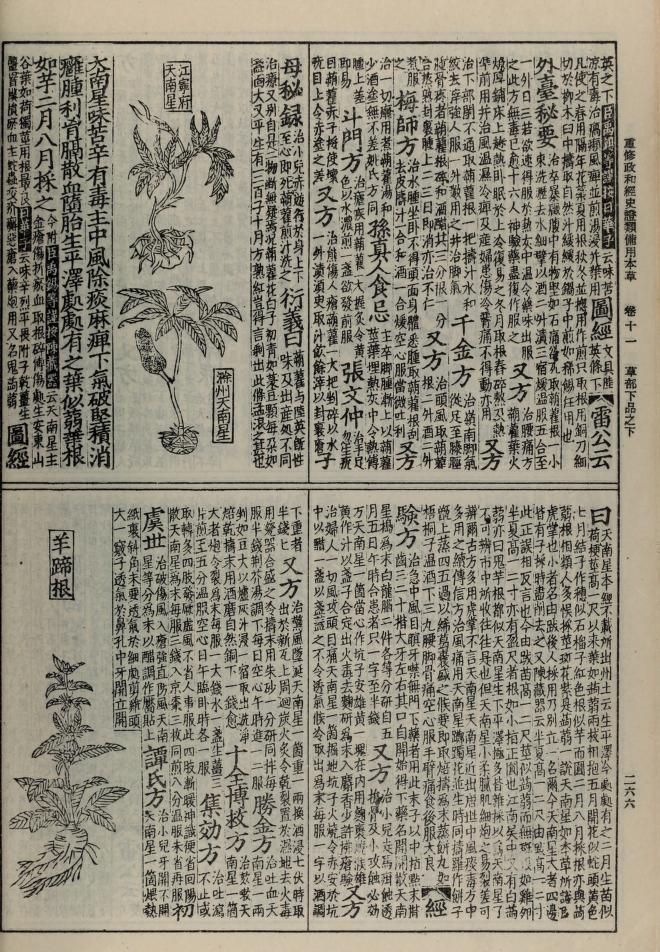
Notice sur tiannanxing 天南星, une Araceae du nom de Arisaema heterophyllum, avec illustration, et compilation de textes sur les propriétés médicinales (tirée de Chongxiu zhenghe zhenlei bencao, publiée en 1249)

De sa propre initiative et sans soutien impérial, Tang Shenwei combina et ajusta ensemble les deux dernières grandes pharmacopées des Song, la Jia you bencao 嘉祐本草 (1060) et la Tu jing bencao 图经本草 (1061) et y ajouta plus de 500 notices de substances médicinales, le tout dans un seul ouvrage plus maniable pour les praticiens. La date de composition se situe entre 1098 et 1108 (selon le dictionnaire des Personnes et des sources littéraires de Zheng Jinsheng et al.). L’ouvrage est composé de 31 juan (chapitres).
Tang Shenwei mourut avant de voir la publication de son ouvrage monumental. Son œuvre a été révisée dans les décennies suivantes et publiée avec le soutien de l'empereur Song Huizong à deux reprises : Da guan bencao 大观本草 /(trad.) 大觀本草 « Matière médicale de l’ère Da guan » en 1108 qui répertorie 1 744 drogues puis la Zheng he bencao 正和本草 « Matière médicale de l’ère Zheng he » publiée en 1116 après révision de Cao Xiaozhong 曹孝忠 et al. et traitant 1748 drogues.
Zheng lei bencao est une des pharmacopées les plus importantes de la Chine ancienne qui a servi de modèle à Li Shizhen pour sa Bencao gangmu. Elle rassemble les drogues du Centre comme du Sud de la Chine, en réunissant les notices des principales pharmacopées produites durant la dynastie Song, et en gardant les innovations du savant polymathe Su Song qui associait les descriptions naturalistes des substances et leurs illustrations. Enfin, pour éclaircir les problèmes terminologiques que ne manquait pas de poser la terminologie sur un domaine si considérable, elle a fait appel aux textes non médicaux pour tirer au clair les problèmes d’ambiguïté ou de synonymie.

## Historique du texte
Pour son œuvre magistrale de compilation, effectuée quelques années avant 1100, Tang Shenwei est parti des contenus des deux dernières grandes pharmacopées de la tradition principale, de l’époque de l’empereur Song Renzong (1022-1063), la Jia you bencao (1060) et de la Tu jing bencao (1061) dirigée par l’érudit polymathe Su Song, auxquelles il a rajouté des extraits de textes médicaux plus anciens comme 
- le Lei gong pao zhi lun 雷公炮炙論 / 雷公炮炙论 « Discours sur la fabrication des substances médicinales du Seigneur Lei » ,
- la Tang bencao (ou Xinxiu bencao) de Su Jing 蘇敬 (659)
- la Bencao shi yi 本草拾遺 (739) de Chen Cangqi 陳藏器,
- la Shi liao bencao 食療本草 (三卷) (713-739)

ainsi que de textes non-médicaux contenant des informations médicales. Le travail du savant Su Song avait marqué une double avancée significative en combinant d’une part des illustrations avec du texte sur les matières médicales et d’autre part, en termes de précisions dans la description botanique des plantes médicinales et des autres substances médicinales. On dénombre plus de 500 notices sur les substances médicinales, dont 8 nouvelles drogues, recettes et discussions.
Les substances médicinales sont classées en minéraux (yushi 玉石), arbre (mu 木), humain (ren 人), animaux (shou 兽), oiseaux (qin  禽), petits animaux (chongyu 虫鱼), fruits (guo 果), céréales graines (migu 米谷), légumes (cai 菜), eux-mêmes sous catégorisés en classe supérieure (shang 上), intermédiaire (zhong 中) et inférieure (xia 下).

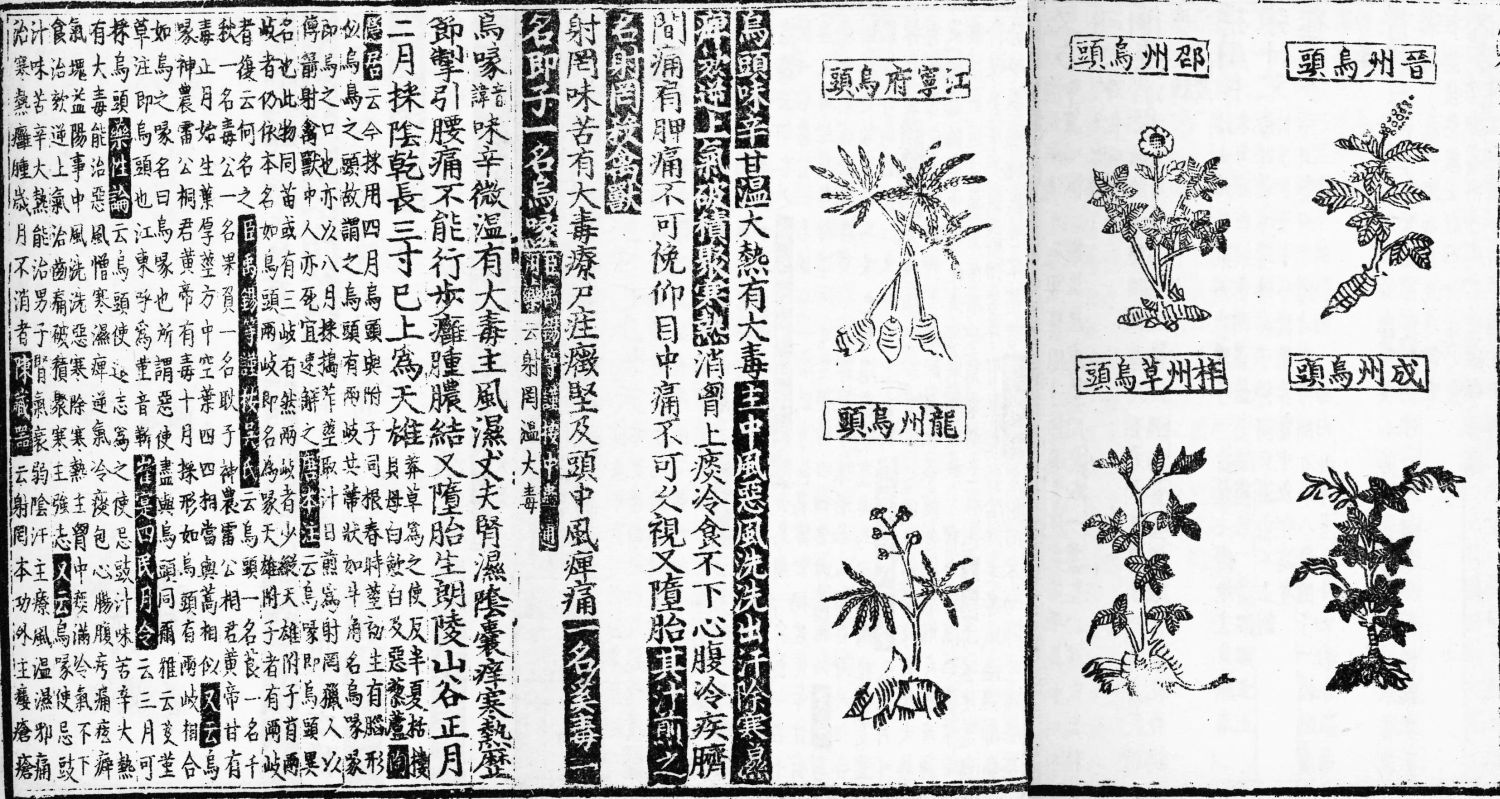
Six illustrations de différentes variétés régionales d'aconit de Carmichael (wutou 乌头), d'origine différentes, et leur description pharmacologique sur la gauche, tirées de Zheng lei bencao 證類本草. L’aconit wutou du centre en haut a une fleur à symétrie radiale, alors que les aconits ont le sépale supérieur en forme de casque de Jupiter, zygomorphe

Dans les éditions anciennes, chaque notice se présente ainsi : les citations de la Shennong bencao sont écrites verticalement en caractères blancs sur fond noir (de la colonne), comme on le voit bien sur l’illustration ci-contre, les citations des médecins des « Dossiers spéciaux des médecins célèbres » Mingyi bielu 名醫別錄 sont en caractères noirs sur fond blanc. Les textes cités de la Xinxiu bencao sont indiqués par l’annotation Tang fu 唐附 « Addition des Tang », les textes de la Kai bao bencao, et de la Jia you bencao sont marqués avec Xin fu 新附 « Nouvelles additions » et Xin bu 新補 « Suppléments récents ». Enfin les commentaires propres de Tang Shenwei sont séparés optiquement par une ligne horizontale.
Dans l’édition électronique en ligne de Chinese Text Project, les citations se présentent comme le nom de l’auteur ou de l’œuvre, suivi du texte de la citation écrite à l’encre verte. Dans cette autre édition électronique de Chinese Text Project sont combinés les textes de Shennong bencao en blanc sur fond noir et les citations en vert.
Parmi les textes non-médicaux, Tang Shenwei prend en considération les classiques confucéens et les ouvrages historiques, le canon taoïste et la littérature bouddhiste, conformément à la pratique des lettrés néoconfucéens de l'époque. Plus précisément, il renvoie à environ 250 sources dont 9 bencao, 89 autres œuvres médicales et le reste consistait en 35 sources taoïstes et 1 bouddhiste.
La Zheng lei bencao est une œuvre précieuse pour l’histoire des sciences car elle a préservé du matériel perdu datant de l’époque pré-Song. Elle cite des écrits très rares comme: Bencao shi yi (739) de Chen Cangqi, Lei Xiao 雷斅 (Ve), Lei gong pao zhi lun 雷公炮炙論, Shi liao bencao 食療本草 (713-739) de Meng Xian 孟顯, Haiyao bencao 海藥本草 de Li Xun 李珣 (855-930) ou bien des écrits perdus Xiao pin fang 小品方, Fan Wang fang 范汪方, Yujifang 玉亟方, Shenshifang 深師方, Gujing luyan fang 古今錄驗方, Cuishi fang 崔氏方, Bixiaofang 必效方, Bingbu shouji fang 兵部手集方, Meishifang 梅師方, Danfang jingyuan 丹房鏡源, Gujin luyan yangsheng biyong fang 古今錄驗養生必用方, Doumenfang 鬥門方, ou Shengjinfang 勝金方. Les seuls autres livres citant des sources rares sont Waitai miyao 外臺秘要 et Qian jin fang 千金方.
Le texte a été constamment révisé dans les décennies puis les siècles suivants, pour produire,:
- Da guan bencao 大观本草 /(trad.) 大觀本草 « Matière médicale de l’ère Da guan » (1108), dont le titre entier est Jīng shǐ zhèng lèi dàguān běncǎo  經史證類大觀本草 « Matière médicale basée sur les classiques et l’histoire, vérifiée et catégorisée, de l’ère Da guan » publiée en 1108 par les soins de Ai Sheng 艾晟
- Zheng he bencao 正和本草 « Matière médicale de l’ère Zheng he », dont le titre entier est Zhenghe xinxiu jing shi zhenglei beiyong bencao  整合新修经史證类备用本草, publiée en 1116, par Cao Xiaozhong 曹孝忠 et d’autres qui reçurent l’ordre impérial de réviser la Da guan bencao 大观本草
- Shao xing bencao 绍兴本草 « Matière médicale de l’ère Shao xing », la troisième révision a été produite sous la direction de Wang Jixian 王繼先 (1098-1181). Elle a été perdue en Chine et n’est conservée que par fragments au Japon et en Corée
- Chongxiu zhenghe jingshi zhenglei beiyong bencao 重修政和經史證類備用本草, rédigée sous la dynastie Jin 金 (1115-1234) (dont le titre court est Chongxiu zhenghe bencao 重修政和本草), publiée en 1249, de Zhang Cunhui 張存惠 qui incorpora le texte de la Bencao yan yi 本草衍義 de Kou Zongshi dans le texte de la Zhenglei bencao[7]. Cette bencao fut utilisée pour la série impériale Siku quanshu 四庫全書.

Tang Shenwei termina son énorme manuscrit Jingshi zhenglei beiji bencao 經史證類備急本草 en 1098 (d'après Asaf Goldschmidt (2005) mais d'après sa biographie, il serait mort 1093). Il mourut jeune et n’eut pas la possibilité de voir son œuvre gravée et publiée. Il disparut même avant d’avoir écrit une préface. Son œuvre a le caractère unique d’avoir été compilée à titre privé puis d’avoir été publiée à titre posthume avec l’aide du gouvernement. Plusieurs éditions sortirent sous le patronage impérial, qui furent imprimées plus tard. Lorsqu’il parut finalement, l’ouvrage de Tang Shenwei enregistrait un total de 1744 drogues différentes. C’était un bon en avant considérable quand on se souvient que la bencao des Tang, appelée  Xinxiu bencao 新修本草 (659) « Nouvelle révision de la matière médicale » n’en comportait que 850. On peut donc dire que sous la dynastie des Song du Nord, le nombre de substances médicinales validées doubla.
La source qui fournit la majorité des « nouvelles » drogues ajoutées par Tang Shenwei - presque 500 - était Bencao shi yi 本草拾遗 (739) « Suppléments de matière médicale » de Chen Cangqi 陳藏器. La collection de substances médicinales de Chen qui était originaire de la région de l’actuel Zhejiang, reflète l’usage des drogues dans le Sud de la Chine de son époque.
Li Shizhen fait l’éloge de cette œuvre et l’a utilisé comme base pour la compilation du Bencao gangmu. Il l’a cité 152 fois sous divers noms.

### La préface
La Préface de la Zhenglei bencao vérifiée et catégorisée que l’on trouve dans Chóngxiū zhèng lèi běncǎo xù 重修證類本草序 affirme que la thérapie largement prévalente utilisée en Chine depuis l’antiquité jusqu’au présent (le XIIe siècle), était la thérapie pharmaceutique et non pas l’acupuncture, la moxibustion ou la chirurgie comme on a pu longtemps le croire en France (sous l’influence notamment du sinologue George Soulié de Morant)
« Depuis l'antiquité, les méthodes de traitement par acupuncture et moxibustion sur les points spécifiques n'étaient pas largement transmises, et rares étaient ceux qui en saisissaient les subtilités dans les générations suivantes. Par conséquent, l'utilisation exclusive de décoctions (tangye 湯液), pilules (wanli 丸粒) et autres formes médicamenteuses pour traiter les maladies est devenue la norme. Quant aux procédures extraordinaires telles que l'ouverture du thorax, la dissection des organes, le grattage des os et la connexion entre tendons, étaient considérées comme des techniques à part. Les réalisations obtenues n'étaient finalement pas celles de la famille de Shennong [le fondateur de la première pharmacopée chinoise]. Seuls les sages et les philosophes, en examinant et en prouvant les choses, ont pu établir des prescriptions; en se basant sur les prescriptions, ils ont découvert des médicaments. Ainsi, les propos sur les prescriptions sont devenus prédominants, et les classiques de Shennong ne peuvent être mis de côté en un jour. » (Traduction de ChatGPT4)
Puis l’auteur indique comment sa bencao s'inscrit dans la longue histoire des pharmacopées chinoises qui commence par la Shennong bencao et se poursuit par les révisions sous les Tang et Shu et
« Jusqu'à l’ère de Zhenghe 政和 (1111-1118) sous la dynastie Song [宋政和] où l'empereur (Huizong), attentif au bien-être des gens, a ordonné à des érudits et médecins renommés de définir et d'illustrer les théories des différentes écoles. Ils ont fait vérifier les racines, les tiges, les fleurs et les fruits des plantes, ainsi que les formes des minéraux, des métaux, des insectes, des poissons et des animaux, pour discerner la vérité des médicaments et rendre leur identification facile... Ce livre est maintenant pleinement préparé et examiné. Ceux qui l'ont suivi dans la région centrale ont peu d'exemplaires restants après les ravages de la guerre, donc peu de gens ont eu la chance de le voir en profondeur. Aujourd'hui, Monsieur Zhang de Pingyang [Zhang Cunhui 張存惠], regrettant sa disparition progressive, a donc ordonné que le travail soit gravé sur bois, basé réellement sur l'édition de Pang et complété par la Yan yi 《衍义》 de Kou (Zongshi), par rapport à l'ancienne édition, il est plus complet et plus examiné. »
Tang Shenwei a terminé son manuscrit Jīng shǐ zhèng lèi bèi jí běncǎo 经史证类备急本草 en 1098, juste avant l’ère (de règne) Zheng he durant laquelle l’empereur fit appel aux érudits et médecins pour préparer une révision de la bencao. Et comme il n’y a aucune mention explicite que Tang Shenwei fut impliqué dans ce travail, on peut supposer qu’il était déjà mort.
La mention de M. Zhang et l’incorporation de la bencao yan yi indiquent que le texte est celui de la Chongxiu zhenghe jingshi zhenglei beiyong bencao 重修政和經史證類備用本草 (1249), la quatrième réédition de la Zheng lei bencao.
Puis surviennent des « ravages de la guerre » qui furent fréquents sous les Song.
Enfin retenons cette observation remarquable sur la conscience des rédacteurs d’appartenir à une longue tradition dépassant leur époque:
« Ce passage illustre la continuité et le développement des connaissances médicales en Chine, ainsi que les efforts pour préserver et systématiser ces connaissances à travers les dynasties »
Il indique que la contribution de Tang Shenwei du Sichuan a été d’étendre la compréhension de la matière médicale avec des textes des Classiques et des textes historiques. Lorsque le même terme avait des acceptions différentes (en renvoyant à des drogues différentes) selon la province, ou à l’inverse lorsqu’une même drogue avait des noms locaux différents, il a fait appel aux Classiques, à l’Histoire ou à la littérature pour tirer au clair les ambiguïtés ou les synonymies.
Après une audience avec l’empereur, l’auteur prit la responsabilité de ce travail. Il dirigea une équipe de fonctionnaires pour « éliminer les complications et corriger les confusions ». Il demande de nommer l’œuvre Zhenghe Xinxiu Jing Shi Zheng Lei Bei Yong Bencao 政和新修經史證類備用本草.

### Les notices sur les substances médicinales
Exemple du caudex latéral de l’aconit de Carmichael, fuzi 附子

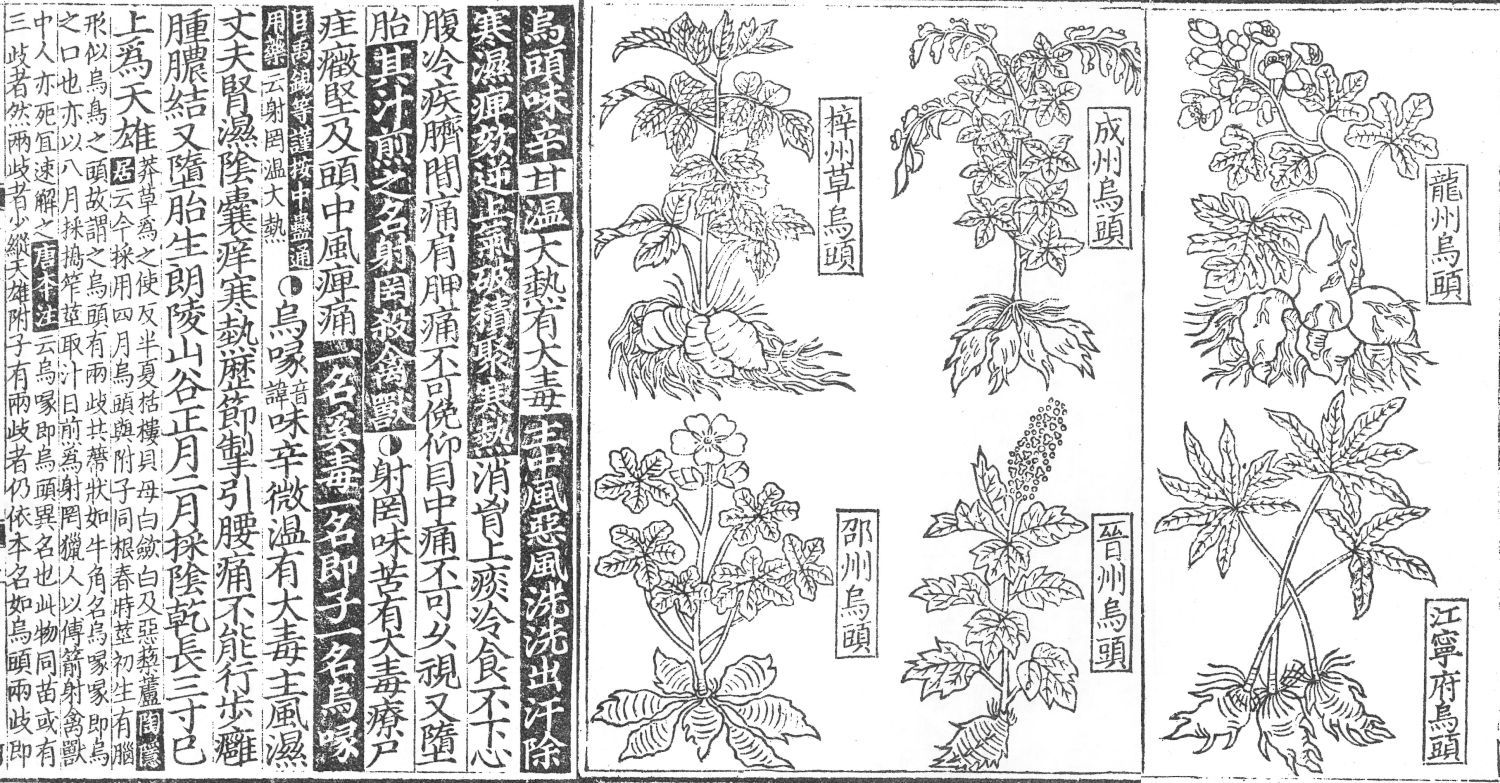
Six variétés régionales d’aconit de Carmichael publiées dans une édition dite de « haute qualité » Chongxiu Zhenghe jingshi zhenglei beiyong bencao 重修政和經史證類備用本草 (ou beiji 備急). Ainsi, l’illustration dans l’angle haut à droite est l’aconit de Carmichael originaire de Longzhou (Longzhou wutou 龍州烏頭). Sa description est à gauche. Le sépale supérieur de la fleur est en forme de casque de Jupiter, contrairement à la représentation donnée

Le terme chinois fuzi 附子 désigne selon le contexte, la plante Aconitum carmichaelii ou une de ses parties utilisée en médecine chinoise, notamment un tubercule latéral, attaché comme le fils (zi 子) est attaché (fu 附) à sa mère. Le renflement tubérisé (ou caudex) de la racine se renouvelle tous les ans, en produisant des caudex latéraux (fuzi), et lui-même s’atrophie progressivement au cours de l'année. Le caudex mère s’appelle en chinois wutou 乌头.
Quatre formes de caudex sont distinguées et décrits
1. Fuzi 附子: caudex latéral, de grande taille, récolté en hiver, ceux avec des protubérances (ou coins), sont considérés comme les meilleurs
2. Wūtóu 烏頭: caudex mère, récolté au printemps lorsque la plante commence à croître, avec l’apparence d’une tête d’oiseau, et une racine longue (3-4 pouces), bifurquée
3. Tiānxióng 天雄: caudex récolté en été (à la mi-août), plus long et plus fin que le fuzi, entouré de plusieurs petites excroissances
4. Cèzǐ 側子: petites excroissances de la racine d’aconit, souvent sur les côtés du fuzi

Quatre notices successives leur sont consacrées (voir par exemple cet exemplaire)
La notice sur le fuzi commence en citant la notice du fuzi du Shennong bencao, la pharmacopée qui a servi de modèle à toutes les pharmacopées ultérieures:
« L'aconit (fuzi 附子) a une saveur piquante et douce, chaude et très chaude, et est très toxique. Il est principalement utilisé pour traiter [les maux causés par] le vent et le froid [fenghan 風寒], les toux inversées [kàinì 欬逆], les mauvaises énergies [xieqi 邪氣], pour réchauffer le centre [wenzhong 溫中], les plaies purulentes, les tumeurs, les accumulations et les stagnations de sang, les douleurs causées par le froid et l'humidité, les crampes et les contractions musculaires, les douleurs au genou, les douleurs aux pieds, la faiblesse due au froid, l'incapacité à marcher. »
Dans la terminologie de la MTC (Médecine traditionnelle chinoise) : Vent et Froid (feng han 風寒) désignent les esprits causant des maladies, à savoir les agents pathogènes qui se manifestent par une profonde aversion au froid avec effusion de chaleur, et des signes comme maux de tête, douleurs, congestions nasales, toux etc. Le Centre [zhong 中] désigne la rate et l’estomac, c’est-à-dire le Réchauffeur (Brûleur) central (un des Trois Réchauffeurs sanjiao 三角).

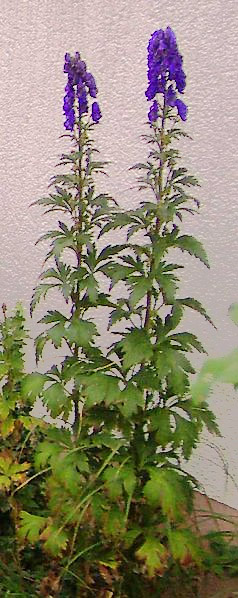
Aconit de Carmichael en fleur

La notice, qu’on pourrait plutôt présentement nommer monographie car elle est très riche d’information, se poursuit par un texte écrit à l’encre verte dans le texte en ligne de c.text.org
« [il traite] les douleurs lombaires et dorsales dues au vent et au froid, les douleurs froides dans le cœur et l'abdomen, les troubles de type choléra, les diarrhées dysentériques sanguinolentes ou blanches, et les douleurs musculaires. Il est également utilisé pour provoquer l'avortement et est considéré comme une drogue prolongeant la vie [chángshēng 長生]
 Il est récolté dans les montagnes et les vallées de Jianwei ainsi que dans Guanghan pendant les mois d'hiver pour faire le fuzi 附子. Récolté au printemps, il est utilisé pour faire la matière médicale appelée wutou 烏頭. 
 Il est dit repousser les centipèdes [wúgōng 蜈蚣] et craindre le saposhnikovia, les haricots noirs, la réglisse [gancao 甘草], l'astragale [huángqí 黄耆], le ginseng [rénshēn 人參], et wujiu 烏韭 
 Tao Hongjing dit que l'aconit fuzi récolté au début du mois d'août et qui a au moins huit côtes est de bonne qualité. En général, lorsqu'il est utilisé, il doit être préparé en le chauffant dans des cendres chaudes jusqu'à ce qu'il éclate mais sans brûler; seulement alors il peut être utilisé. La décoction de gingembre et d'aconit est utilisée fraiche. Les prescriptions populaires qui utilisent l'aconit nécessitent toujours qu'il soit associé à la réglisse, au ginseng et au gingembre cru pour contrôler sa toxicité. Actuellement, selon la bencao 本草 de Chen Cangqi, l'aconit trempé dans du vinaigre et coupé à la taille d’un petit doigt peut être mis dans l'oreille pour soulager la surdité. Une fois pelé et chauffé jusqu'à ce qu'il éclate, il peut être enduit de miel, chauffé pour faire pénétrer le miel, puis maintenu dans la bouche sans avaler le jus pour traiter la paralysie de la gorge. Le texte complet du Tu Jing avec des détails spécifiques est listé [plus bas] après la section sur l'aconit cezi 側子. »
Dans l’usage thérapeutique, il est habituel de faire bouillir (ou de le chauffer dans des cendres chaudes, comme ici) le caudex latéral d’aconit (fuzi) puis de l’associer à d’autres drogues compatibles pour en faire une décoction. L’aconit étant une plante très toxique est associé avec des herbes médicinales modératrices comme la réglisse. L'astragale et le ginseng, quant à eux sont associés à l’aconit parce que ce sont des toniques qui soutiennent l'énergie vitale et peuvent aider à contrer les effets débilitants de l'aconit sur le corps. Le saposhnikovia est utilisé pour ses propriétés anti-vent et pour équilibrer les propriétés externes de l'aconit qui attaque les froids et les vents internes.
La monographie se poursuit par une longue citation de Chen Cangqi auteur du la Bencao shi yi 本草 拾遗 qui indique comment se repérer dans les différentes formes sous lesquelles apparaissent les caudex d’aconit [wutou 烏頭, wuhui 烏喙, tianxiong 天雄, cezi 側子, mubiezi 木鼈子].
Puis il donne des prescriptions :
« La prescription de Sheng Hui pour traiter les furoncles sévères utilise de la poudre d'aconit fuzi mélangée avec du vinaigre et appliquée jusqu'à séchage puis réappliquée.
 Selon « Les prescriptions essentielles (valant) mille (onces d’) or » qianjin yifang 千金翼方 et les « Secrets externes » waitai miyao 外臺秘要(方) pour traiter l'hémiplégie causée par une attaque de vent, utilisez un liang d'aconit cru (fuzi 附子), mâchez-le et placez-le dans un sheng de vin sans cendre. Laissez reposer pendant sept jours. Buvez une petite tasse tous les deux jours jusqu'à amélioration. »
Au lieu d’un texte explicatif suivant un fil d’explication cohérent, la méthode traditionnelle de citation offre un véritable patchwork de citations, où le lecteur doit sauter d’un auteur à l’autre, où il passe de Lei Gong 雷公, à Sheng Hui Fang 圣惠方, Wai Tai Mi Yao 外台秘要, Bai yi fang 百一方 sans percevoir de fil conducteur. Le lecteur est laissé à lui-même pour se faire une opinion. Mais si la multiplicité des opinions est acceptable en philosophie ou en politique, elle ne devrait pas être la règle aussi en pharmaceutique. Il serait souhaitable que les hypothèses les mieux établies empiriquement soient préférées.
La méthode de compilation pour produire des pharmacopées ne permet pas de mettre en évidence le progrès des connaissances, quand il y en a un. Dans les préfaces, on nous annonce que les erreurs passées ont été corrigées mais le lecteur naïf ne le perçoit pas vraiment. La Shennong bencao est toujours citée alors qu’elle comporte énormément de notices influencées par la pensée magique des taoïstes dont les principes sont rejetés par beaucoup de lettrés auteurs de bencao.